# Cornelia Giebeler

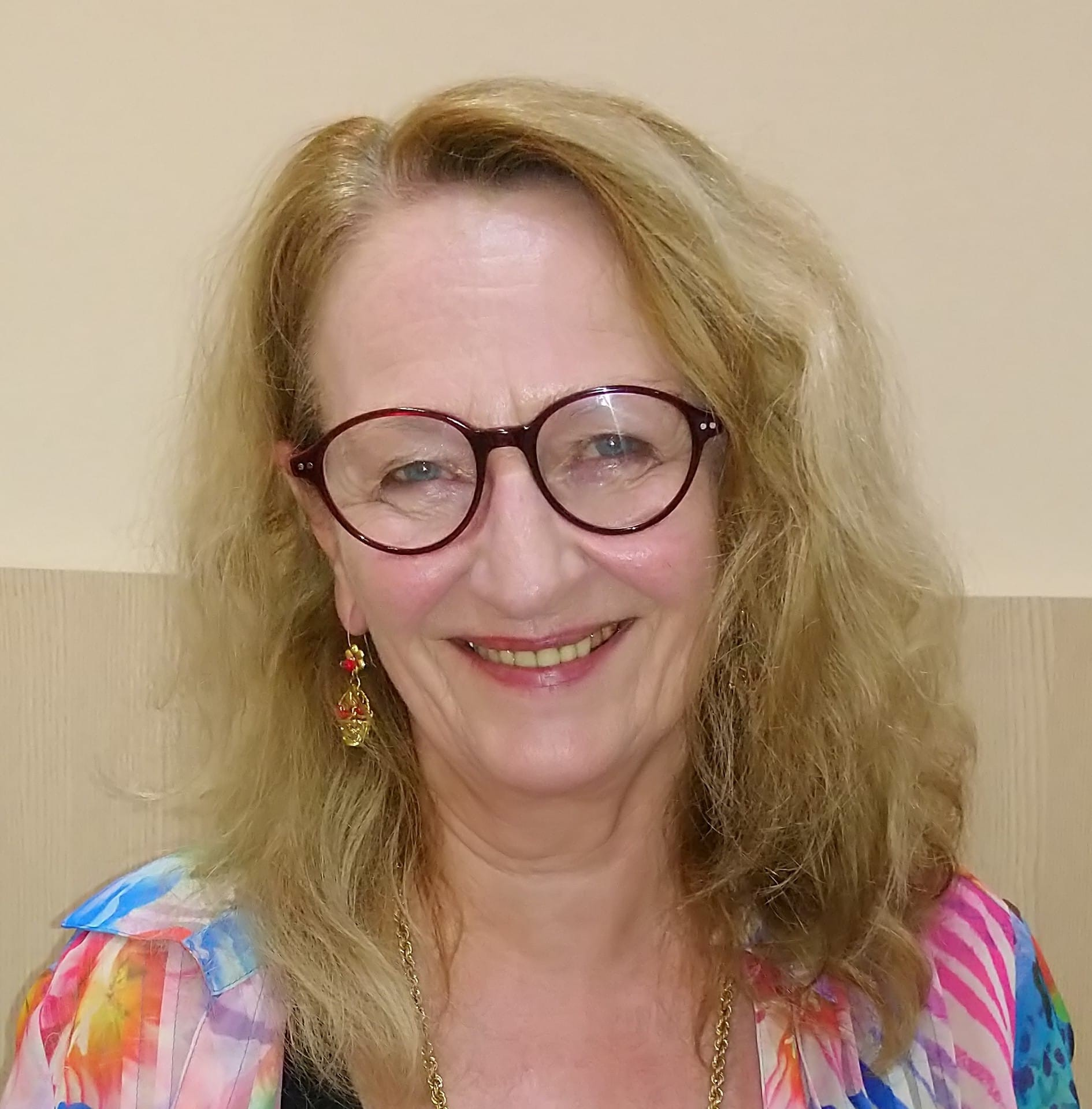
Cornelia Giebeler

Cornelia Giebeler (* 9. August 1955 in Gosenbach) ist eine deutsche Soziologin. Sie lehrt als Professorin an der Fachhochschule Bielefeld.

## Leben
Nach dem Abitur studierte Giebeler anfangs Architektur und Städtebau an der Gesamthochschule Siegen, wechselte aber bald an die Universität Bielefeld, um dort Soziologie, Pädagogik, Geschichte und Literaturwissenschaft zu studieren. Nach Forschungen in Venezuela schloss sie 1979 ihr Studium mit einer Arbeit zum Thema „Landbesetzung und Agrarreform“ als Diplom-Soziologin ab. Nach mehrjähriger Tätigkeit bei Arbeit und Leben in Herford wurde sie 1990 an der Universität Bielefeld promoviert. Der Titel der Dissertation lautete: „Zwischen Protest und Disziplin. Die Feministische Paradoxie.“ Nach einem DFG-Forschungsprojekt habilitierte sie sich an der Universität Bremen mit einer Arbeit über Kontinuität und Wandel der Geschlechterbeziehungen in der zapotekischen Kultur in Mexiko. 1993 übernahm sie eine Vertretungsprofessur am Fachbereich Sozialwesen der Fachhochschule Bielefeld, 1998 wurde sie ebendort zur Professorin berufen. Ihr Lehrgebiet sind sozial- und erziehungswissenschaftliche Theorien und Methoden.

## Schriften (Auswahl)
- Zwischen Protest und Disziplin. Die feministische Paradoxie, Bielefeld: AJZ, 1992 (zugleich Dissertation, Universität Bielefeld, 1990), ISBN 3-86039-002-3
- Intersektionen von race, class, gender, body. Theoretische Zugänge und qualitative Forschungen in Handlungsfeldern der sozialen Arbeit, Opladen; Berlin; Toronto: Budrich, 2013 (als Herausgeberin), ISBN 978-3-8474-0066-0.